# Les Prairies de l'honneur
 (décembre 2014).
Si vous disposez d'ouvrages ou d'articles de référence ou si vous connaissez des sites web de qualité traitant du thème abordé ici, merci de compléter l'article en donnant les références utiles à sa vérifiabilité et en les liant à la section « Notes et références ».
Pour plus de détails, voir Fiche technique et Distribution.
Les Prairies de l’honneur (Shenandoah) est un film américain de 1965 avec James Stewart, réalisé par Andrew V. McLaglen. Bien que le film ait pour cadre la guerre de Sécession, les thèmes humanistes et anti-guerre du scénario reflètent le contexte de la période de la sortie du film, durant la guerre du Viêt Nam. À sa sortie, le film a été loué pour son message, aussi bien que pour sa réalisation technique. En 1966, le film a été nommé pour l’Oscar du Meilleur son. Pour sa performance  dans Shenandoah, Rosemary Forsyth a été nommée pour le Golden Globe du meilleur espoir féminin en 1966.

## Synopsis
Charlie Anderson (James Stewart) est un fermier veuf qui vit à Shenandoah en Virginie durant la guerre de Sécession. Il espère maintenir sa famille en dehors du conflit, estimant que « ce n'est pas sa guerre ». Des recruteurs confédérés viennent dans sa ferme et tentent sans succès d'enrôler les jeunes hommes de la famille Anderson. La fille d'Anderson, Jennie (Rosemary Forsyth), se marie avec un jeune officier confédéré au début du film. Anderson parvient à ne pas impliquer sa famille dans la guerre même si elle a lieu sur ses terres. Son nouveau gendre est immédiatement envoyé dans son unité à la fin de son mariage.
Un jour qu'il est parti pêcher, le jeune fils Anderson trouve le képi d'un confédéré. Il commence à le porter à chaque fois qu'il sort. Un autre jour, cette fois-ci à la chasse, il est fait prisonnier par une patrouille de l'Union qui le prend pour un soldat confédéré, un doute renforcé par le fait qu'une troupe de l'Union vient de tomber dans une embuscade dans les environs. Le garçon nie totalement le fait qu'il soit un soldat, mais son fusil et son chapeau font que les soldats de l'Union n'en démordent pas. Son ami, un esclave du coin nommé Gabriel (Gene Jackson), est déclaré libre par les soldats. Gabriel court sans s'arrêter jusqu'à la maison de Charlie Anderson pour lui dire que son fils a été enlevé par les soldats de l'Union. Anderson décrête alors que c'est devenu leur guerre. La nuit, il rassemble la plupart de ses fils pour partir à la recherche du garçon.  Il laisse derrière lui un fils, sa bru, et sa jeune petite-fille. Alors que la troupe familiale se prépare à partir, la fille d'Anderson tout juste mariée se prépare à se joindre à l'expédition. Bien que son père lui enjoigne de rester à l'arrière, elle objecte le fait qu'elle sait monter à cheval et tire mieux que n'importe lequel des garçons de la famille. Il se laisse convaincre et le groupe prend la route. Le père fait chevaucher le groupe jusqu'au campement de l'Union le plus proche, convaincu qu'en discutant avec le commandant de la place il pourra résoudre le problème et faire libérer son fils.
Pendant ce temps, Gabriel demande à Jennie ce que cela signifie d'être libre. Elle lui répond que cela veut dire qu'il est libre de se rendre où il veut. Gabriel court alors sur la route vers une destination inconnue.
Anderson visite un camp de l'armée de l'Union et rencontre un officier sympathique qui a également un fils à l'école à Boston. Il découvre également que les prisonniers ont été conduits dans un autre camp. L'officier remet à Anderson une note qui lui permettra de récupérer son fils. Le garçon, désormais prisonnier de guerre, se lie d'amitié avec d'autres prisonniers. Un petit groupe parvient finalement à s'évader, emmenant l'enfant avec eux, et tente de rejoindre les lignes confédérées. Au terme d'une marche dans la campagne de Virginie, ils parviennent à rejoindre une unité confédérée. Le groupe Anderson arrive à la gare, espérant que le garçon a été conduit ici. Anderson montre la note au commandant de la place, qui refuse de l'aider. Anderson ne s'avoue pas si facilement vaincu, et il barre la voie de chemin de fer quelques kilomètres plus loin, et libère les prisonniers, libérant par là-même le nouveau gendre d'Anderson. Mr. Anderson demande à celui-ci ce qu'il veut faire du train, et il ordonne aux prisonniers de le brûler. Les confédérés libérés incendient le train et prennent la route du retour.
Finalement, sentant que leur cause est sans espoir, les garçons s'opposent à leur père, exprimant leur souhait de rentrer à la maison. Mr. Anderson s'incline, mais déclare qu'ils devaient essayer ; il leur dit : « Si nous n'essayons pas, nous ne le ferons pas, et si nous ne le faisons pas, pourquoi sommes-nous ici ? ». Ils prennent la route du retour. Pendant que le clan Anderson était loin, des déserteurs ont tué son fils et sa bru. Seule la petite-fille Martha a survécu, grâce à l'arrivée tardive du médecin sur les lieux.
Le garçon, désormais un véritable soldat dans l'armée confédérée, prend part à une bataille. Durant une attaque de l'union, il est touché à la jambe; lorsqu'un soldat de l'Union se précipite pour l'achever avec sa baïonnette, le garçon lève les yeux et reconnaît Gabriel, l'ancien esclave. Gabriel reconnaît le garçon et le porte en sécurité avant de rejoindre son unité.
Dans la scène finale, les Anderson se rendent à l'église le dimanche. Comme une répétition d'une des scènes d'ouverture, la famille arrive tard et prend place de manière bruyante dans l'église. La famille apparaît fortement réduite par rapport à la scène d'ouverture. Alors qu'un hymne débute, le film atteint son paroxysme émotionnel - la porte arrière s'ouvre et le plus jeune garçon, aidé par des béquilles entre dans l'église et rejoint sa famille.

## La vie personnelle de James Stewart et ce film
En contrepoint du ton fortement anti-guerre de ce film, et du caractère de Charlie Anderson, on peut noter que James Stewart était général de brigade dans la réserve de l’US Air Force au moment du tournage, et avait été décoré en tant que pilote de bombardier et commandant d'escadron pendant la Seconde Guerre mondiale ; il aurait volé  en tant qu'observateur et copilote sur un B-52 au cours d'une mission au Viêt Nam dans le cadre de la réserve une année après la sortie du film. Il est encore plus notable que le fils de James Stewart, Ronald (adopté par sa femme en premières noces), est porté disparu au Viêt Nam en tant qu'officier au sein des Marines quelques années plus tard. Stewart avait quatre enfants : les jumelles Kelly Stewart et Judy Stewart-Murray, qui a joué avec ses parents dans Password (1961). Il a adopté les deux fils de sa femme en premières noces — Ronald et Michael — qui avaient respectivement cinq et deux ans quand ils se sont mariés.

## Fiche technique
- Titre original : Shenandoah
- Titre français : Les Prairies de l'honneur
- Réalisation : Andrew V. McLaglen
- Scénario : James Lee Barrett
- Production : Robert Arthur
- Direction artistique : Alexander Golitzen et Alfred Sweeney
- Décors : Oliver Emert et John McCarthy Jr.
- Costumes : Rosemary Odell
- Photographie : William H. Clothier
- Montage : Otho Lovering
- Musique : Frank Skinner
- Société de production : Universal Pictures
- Société de distribution : Universal Pictures
- Pays de production :  États-Unis
- Langue : Anglais
- Genre : Film dramatique, Western
- Durée : 105 minutes
- Format : Couleur (Technicolor) - 35 mm - 1.85 : 1 - Mono (Westrex Recording System)
- Dates de sortie :
  - États-Unis : 3 juin 1965 (Houston)
  - France : 22 septembre 1965
- Affiches : Constantin Belinsky, Guy-Gérard Noël (France)

## Distribution
Légende : 1er doublage / 2e doublage
- James Stewart (VF : Roger Tréville / Éric Legrand) : Charlie Anderson
- Doug McClure (VF : Bernard Woringer) : Sam
- Glenn Corbett (VF : Cédric Dumond) : Jacob Anderson
- Patrick Wayne (VF : Hubert Noël) : James Anderson
- Rosemary Forsyth (VF : Claude Chantal) : Jennie Anderson
- Phillip Alford (VF : Christian Fourcade / Donald Reignoux) : Boy Anderson
- Katharine Ross (VF : Martine Sarcey) : Ann Anderson
- Charles Robinson : Nathan Anderson
- Jim McMullan (VF : Georges Poujouly) : John Anderson
- Tim McIntire (VF : Serge Rousseau) : Henry Anderson
- Gene Jackson (VF : Étienne Morice) : Gabriel
- Paul Fix : Dr Tom Witherspoon
- Denver Pyle : le pasteur Bjoerling
- George Kennedy (VF : René Arrieu) : le colonel Fairchild
- James Best (VF : Pierre Trabaud) : Carter, un soldat sudiste
- Tom Simcox (VF : Jacques Deschamps) : le lieutenant Johnson
- Berkeley Harris (VF : Jacques Thébault) : le capitaine Richards
- Harry Carey Jr. : Jenkins, un soldat sudiste
- Kevin Hagen : Mule, un déserteur sudiste
- Dabbs Greer : Abernathy
- Strother Martin : le conducteur du train
- Kelly Thordsen : Carroll, l'acheteur fédéral

Acteurs non crédités
- Rayford Barnes : Horace, un déserteur sudiste
- Edward Faulkner (VF : Denis Savignat) : un sergent nordiste
- Gary Grimes : l'enfant de chœur
- Colin Kenny : un membre de la paroisse
- Gregg Palmer : un garde
- Chuck Roberson : le colonel sudiste moustachu qui ordonne de prendre la vache aux nordistes
- Bob Steele : un garde du train nordiste

### Revue de presse
- Gilbert Salachas, « Les Prairies de l'honneur », Téléciné no 126, Paris, Fédération des Loisirs et Culture Cinématographique (FLECC), décembre 1965, p. 46,  (ISSN 0049-3287)